# Солоновка (приток Ини)
Солоновка — река в Кемеровской области России. Устье реки находится в 401 км по левому берегу реки Иня. Длина реки составляет 20 км. В 4 км от устья по правому берегу впадает река Отшиб.

## Данные водного реестра
По данным государственного водного реестра России относится к Верхнеобскому бассейновому округу, водохозяйственный участок реки — Иня, речной подбассейн реки — бассейны притоков (Верхней) Оби до впадения Томи. Речной бассейн реки — (Верхняя) Обь до впадения Иртыша.